# Левар Бъртън
Левардис Робърт Мартин Бъртън младши (на английски: Levardis Robert Martyn Burton, Jr.) (роден на 16 февруари 1957 г.) е американски актьор, режисьор и продуцент, носител на награда „Грами“ и дванадесет награди „Еми“. Най-известен с ролята си на Джорди Ла Фордж в сериала „Стар Трек: Следващото поколение“. От 1990 г. има звезда на Холивудската алея на славата. Бъртън озвучава Куами в „Капитан Планета“ и Док Грийн в „Трансформърс: Спасителен отряд“.